# 東方三博士の礼拝 (ブリューゲル、ロンドン)
『東方三博士の礼拝』（とうほうさんはかせのれいはい、蘭: De aanbidding door de wijzen、英: The Adoration of the Kings）は、初期フランドル派の巨匠ピーテル・ブリューゲルがオーク板上に油彩で制作した絵画である。画面下部右側に、署名と1564年の制作年が「BRVEGEL M.D.LXIIII」と記されている。縦長の画面構成と意地の悪い人物の戯画化は、おそらくヒエロニムス・ボスに負うものである。作品は、ロンドン・ナショナル・ギャラリーに所蔵されている。
本作は、ブリューゲルの通常の風景画形式でなく、肖像画形式で制作されたわずかな作品のうちの1点である。画家は、「東方三博士の礼拝」主題の作品を他にも2点描いている。1点は、キャンバス上にテンペラで制作された1556年の『東方三博士の礼拝』 (ベルギー王立美術館、ブリュッセル) で、もう1点は、板上に油彩で制作された1563年ないし1567年の『雪中の東方三博士の礼拝』 (オスカール・ラインハルト・コレクション、ヴィンタートゥール) である。

## 来歴
作品は、八十年戦争が起きる少し前のスペイン領ネーデルラント時代のブリュッセルで制作された。おそらく祭壇画として制作されたもので、ニコラス・ヨンゲリンクに委嘱された可能性がある。1594年に、エルンスト・フォン・エスターライヒにより購入され、神聖ローマ帝国のハプスブルク家のコレクションに入った。その後、個人収集家に売却され、1920年にアート・ファンドと船舶仲立人アーサー・セリーナ (Arthur Serena) からの資金提供でロンドンのナショナル・ギャラリーに購入された。

## 概要
ブリューゲル作品の時系列の中で、1564年の本作は、ほとんど大きな人物像のみで構成された最初の作品として重要な出発点となっている。この作品では礼拝のみに焦点が絞られ、田園風景も三博士 (または、三賢王、マギ) たちの随行員も画面から締め出されている。作品は左右と上下が切り詰められたかもしれないが、それによって構図が大幅に変わったとは考えにくい。
人物を集団で描く概念は、パルミジャニーノなどのイタリア・マニエリスム期の画家たちから得られたものである。それにより同主題の他作品に比べると、本作におけるブリューゲルの関心は、それぞれの人物に個性的な相貌を与えることに向かっている。結果として、それぞれの顔に非常に際立った、時には通常のカトリックの宗教的イメージとは大きく異なるグロテスクな表情を与えることになった。
このようにそれぞれの顔に独特の個性を与えることの重視、そしてイタリア流の理想美を描くことへの無関心により、イタリア的な構図形式を借用しているにもかかわらず、ブリューゲルはその構図形式をまったく異なった様式で用いている。画家の第一の目的は、聖なる出来事への個々の人物の反応を幅広く、掘り下げて描くことであった。

## 細部
作品は、3人のマギが幼児イエス・キリストに贈り物を捧げている「東方三博士の礼拝」を描いている。年配のカスパール (Caspar) は跪き、中年のメルキオール (Melchior) は左側でお辞儀をし、白い服を着たバルタザール (Balthazar) は右側に立っている。彼らは皆、豪華に着飾っているが、長旅の後でいくらか身なりは乱れている。3人のマギは、老年期、中年期、青年期という人生の3段階、そして当時知られていたヨーロッパ、アジア、アフリカという3つの大陸を表している。白髪の老人カスパールはヨーロッパを表している。彼は、金とテンの毛皮で縁取りされたピンクの上着と緑色の服を身に着けており、中に入っている金貨を見せるために三つ葉型の蓋を外して、金色の容器を差し出している。中年のメルキオールはアジアを表しており、青い服の上に赤い上着を羽織っている。彼が持つ乳香の入っている、精緻な彫刻が施された金の容器はまだ蓋で覆われている。伝統的にアフリカを表す黒人 (ムーア人) のバルタザールは右側にいて、長く白い服、先の尖った赤い長靴、即興の放射状王冠を身に着けている。彼の贈り物である没薬は、水晶珠を戴いた緑色のオウム貝を取り巻くように作られた、長い金鎖付きで船型の金色の香炉に入っている。
マギの贈り物が入っているこれらの容器は、当時の最高の貴金属工芸品を描写したものであろう。なお、中世後期にイギリスのヨークで演じられた宗教劇では金銀細工師組合がこの場面を演じたのもうなずける。
画面の中央には、裸であるが白い布で緩く覆われた赤子イエスがおり、朽ちた馬小屋の前で典型的な青い外套を着ている聖母マリアの膝の上に座っている。聖母マリアの姿は、ブルッへの聖母教会にあるミケランジェロの大理石彫刻『ブルッヘの聖母子像』に啓発されていると思われる。画家は意識的に、同年の1564年に制作された『ゴルゴタの丘への行進』の中で、同じマリアが年を経て、悲しみに打ちひしがれた姿を描いている。
陰になっている馬小屋の中では、ロバが藁を食べている。ロバに関しては、『旧約聖書』中の「イザヤ書」に「ろばは主人の飼い葉桶を知っている。しかし、イスラエルは知らず、私の民は見わけない」 (1:3) と記述されている。聖母マリアの後ろには年老いた聖ヨセフがおり、彼の横に立っている3人のうちの1人の話に聞き入っている。この3人はおそらく羊飼いである。ヨセフに話しかけている人物は、帽子と横顔の姿が背後にいるロバに似ている。彼は悪事の相談でもしているかのようである。あるいは、「すごい贈り物だ」と耳打ちしているとも思わせる。右端の眼鏡をかけている人物は貪欲そうに口を開けており、バルタザールの豪華な香炉に見入っているらしい。
通常、この場面には、当時のネーデルラントの政治的状況を反映して一群の兵士たちが描かれる。ヨセフの右側には2人の強面の兵士がおり、兜を被った1人はルツェルン・ハンマーを持ち、革製の袖なし上着に鎖帷子を着けている。彼は目を丸くして、バルタザールの捧げている没薬の入った容器を見つめている。もう1人クロスボウを持ち、帽子の中にクロスボウ用の矢を通している。彼らの背後には、高価な贈り物に釘付けになり、のぞき見をする困惑した群衆がいる。彼らの多くは金属の兜を被り、様々な刃のついた長柄武具を持っている。兵士、クロスボウ、幼児イエスの白い布は、来るべき磔刑を予兆している。
聖母マリアの袖の毛皮の裏打ちのような、人物たちの暖かい服装に示されているように、場面は寒い冬の日である。人物像の多くは少し引き伸ばされており、その顔は戯画化されるかグロテスクでさえある。しかし、マリアは自然に理想化されることなく表されている。ブリューゲルは、他の画家による聖書の場面の描写とは非常に異なる方法でこの主題を扱っている。
この作品は、狭い場所に人物像が互いにひしめき合い、鑑賞者は少し高い位置から見下ろしているために非常に込み入った印象を与える。色彩は大胆であるが、青空はくすんだ灰色に褪せている。技術は見事であるが、作品は素早く制作されている。絵具層の下からは、最初の下塗りの筆触のある不規則な面と下絵が見える。構図は主に1485-1500年制作のヒエロニムス・ボスの『東方三博士の礼拝の三連祭壇画』 (プラド美術館) に触発されているが、部分的にヤン・ホッサールトの『東方三博士の礼拝』 (ロンドン・ナショナル・ギャラリー) にも触発されている。同様の人物像は、ブリューゲルの『雪景色のある東方三博士の礼拝』にも見出せる (オスカル・ラインハルト美術館)。

## 絵画の部分

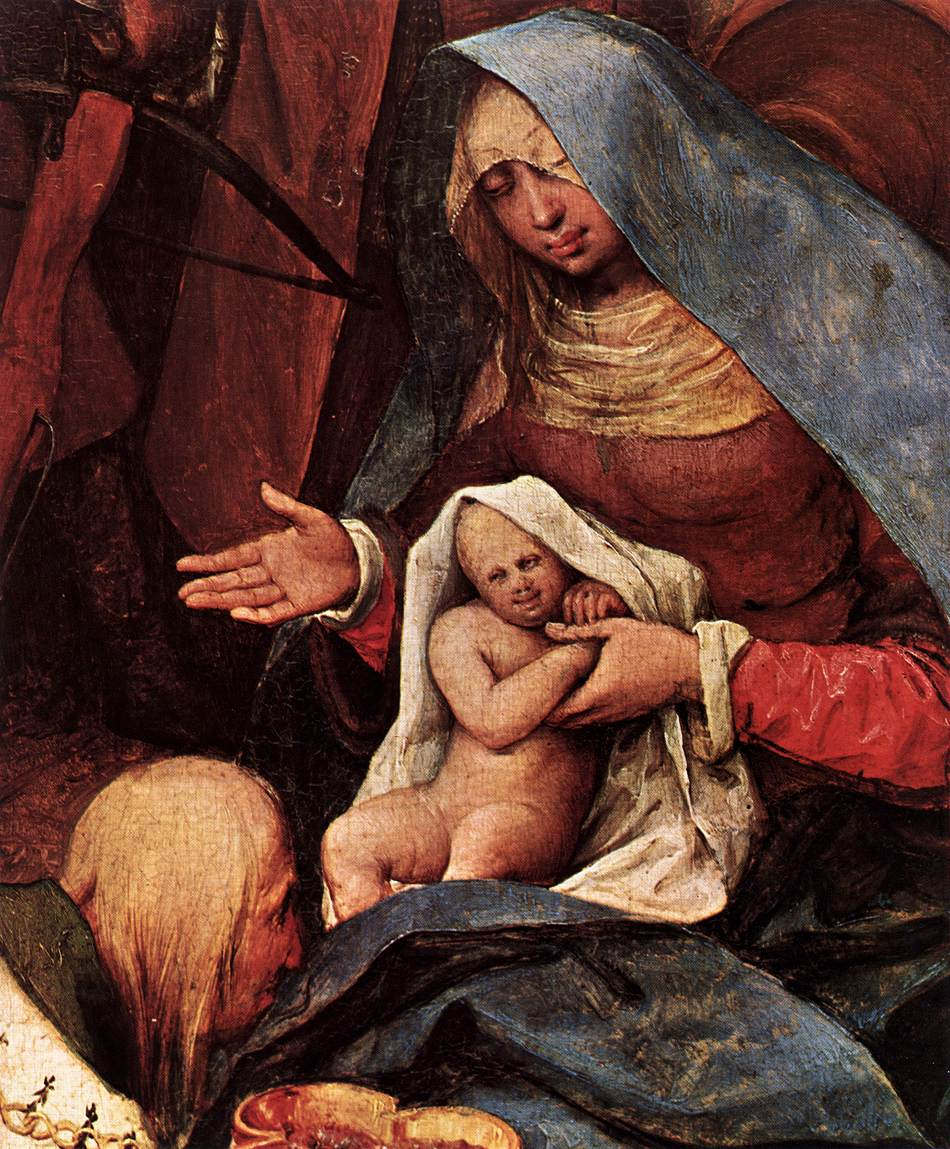
聖母マリアと幼子イエス・キリスト
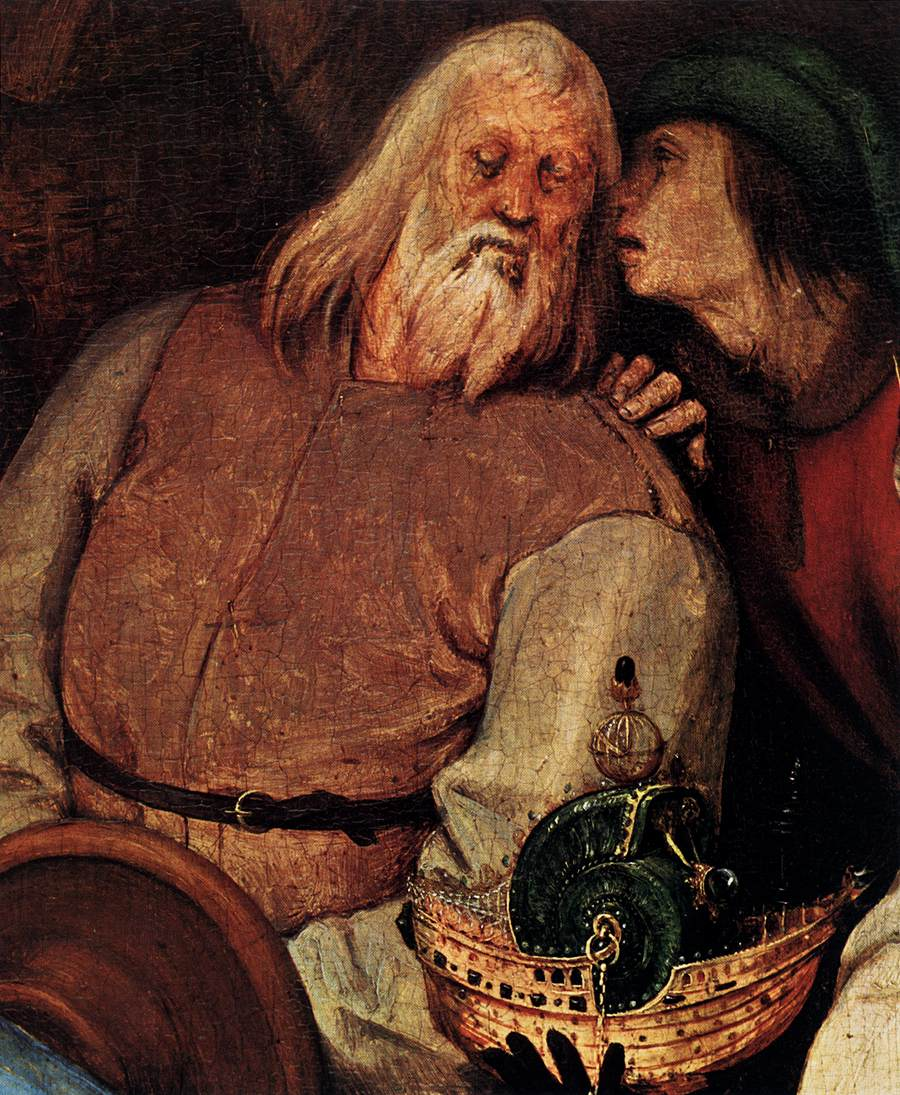
聖ヨセフと耳打ちしている人物
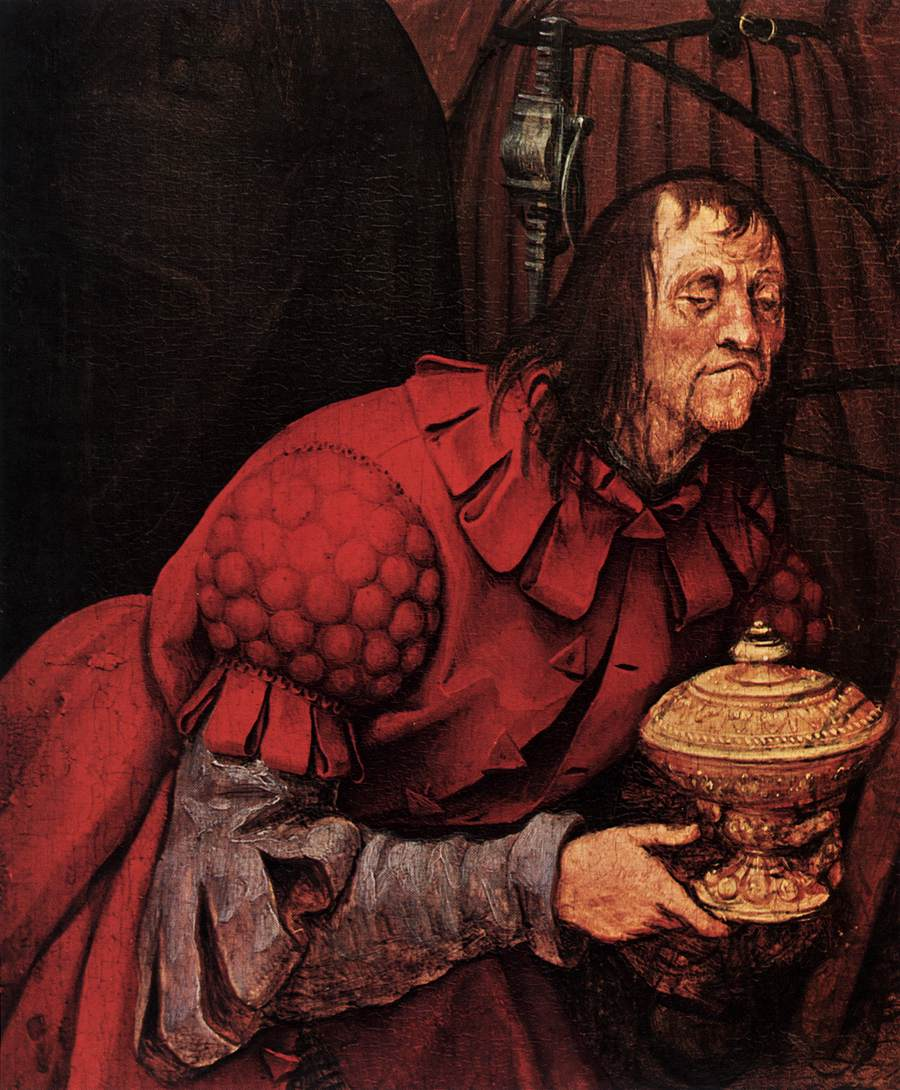
贈り物を持つメルキオール
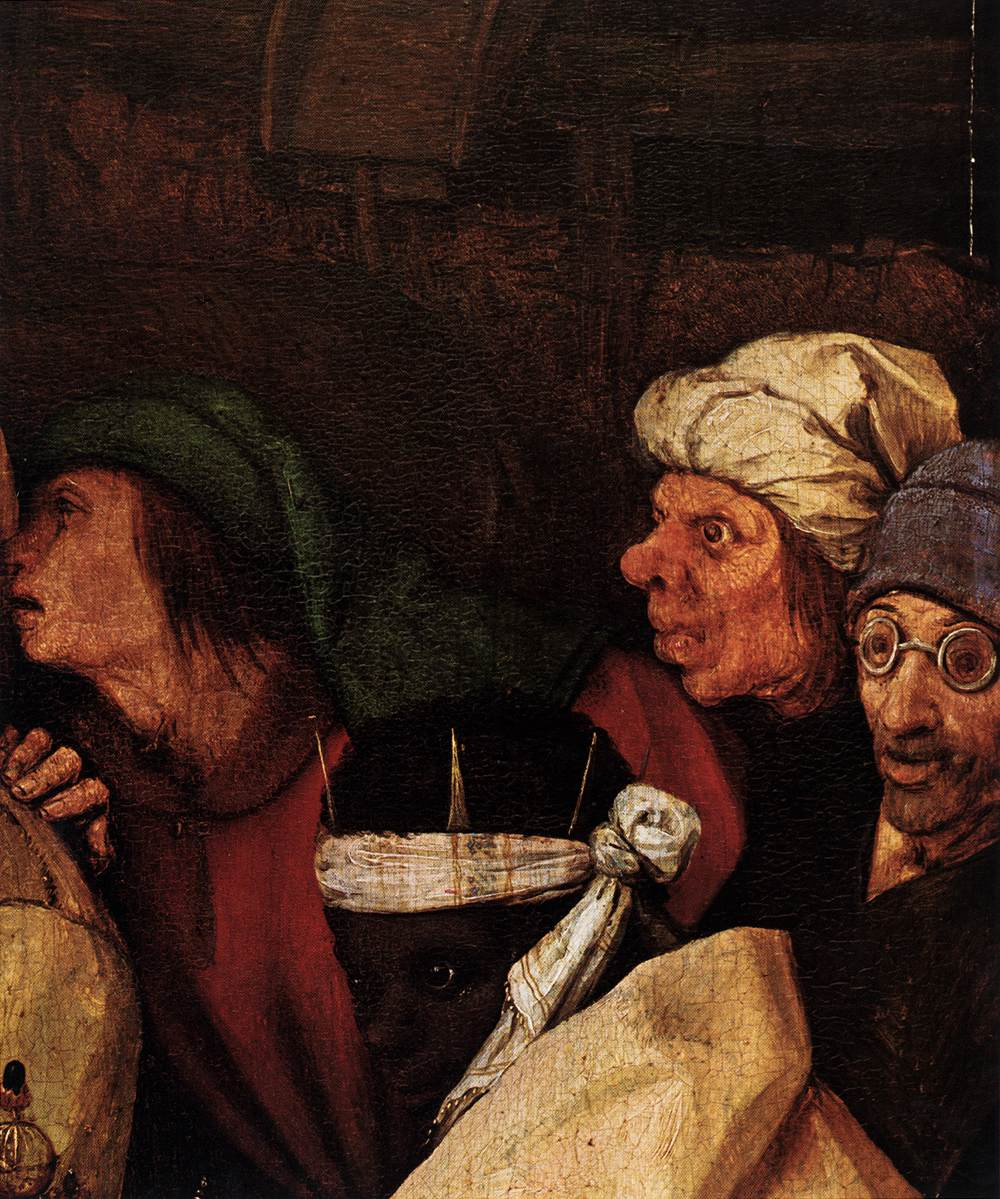
ヨセフの側の人物たち